# معهد العدالة
معهد العدالة هو شركة محاماة تحررية غير ربحية تعمل في مجال المصلحة العامة في الولايات المتحدة. لقد رفعت ثماني قضايا أمام المحكمة العليا للولايات المتحدة التي تتعامل مع الاستملاك، والتجارة بين الولايات، والتمويل العام للانتخابات، والقسائم المدرسية، والإعفاءات الضريبية لرسوم المدارس الخاصة، ومصادرة الأصول المدنية، ومتطلبات الإقامة للحصول على ترخيص الخمور. تأسست المنظمة عام 1990. منذ يونيو 2016، وظفت 95 موظفًا (بما في ذلك 39 محاميًا) في أرلينغتون، فيرجينيا وافتتحت سبعة مكاتب في جميع أنحاء الولايات المتحدة. بلغت ميزانيتها 20 مليون دولار لعام 2016.

## نبذة تاريخية
شارك ويليام إتش. (تشيب) ميلور وكلينت بوليك في تأسيس المنظمة في عام 1990 بتمويل أولي من فاعل الخير التحرري تشارلز كوك. شغل ميلور منصب رئيس المنظمة والمستشار العام خلال عام 2015. شغل بوليك منصب نائب الرئيس ومدير المنازعات القضائية منذ عام 1990 وحتى ترك المنظمة في عام 2004. في مارس 2015 أعلنت المنظمة أن ميلور سيصبح رئيسًا لمجلس إدارتها في يناير 2016. حل كبير المحامين سكوت بولوك محل ميلور كرئيس.
صُممت أساليب المنظمة جزئيًا على أساس العمل الذي قام به بوليك كمدير لمركز لاندمارك للحقوق المدنية في واشنطن العاصمة. على سبيل المثال: في أواخر الثمانينيات من القرن العشرين، مثّل بوليك صاحب كشك تلميع الأحذية في واشنطن إيغو براون في محاولة لإلغاء قانون من عهد جيم كرو ضد أكشاك ماسحي الأحذية السود في الشوارع العامة. صُمم القانون لتقييد الفرص الاقتصادية للأمريكيين من أصل أفريقي، لكنه بقي ساريًا بعد 85 عامًا من إقراره. رفع بوليك دعوى قضائية ضد مقاطعة كولومبيا نيابة عن براون، وألغي القانون عام 1989. في عام 1991 انضم بوليك إلى نائب المستشار العام السابق لوزارة الطاقة تشيب ميلور لتأسيس معهد العدالة. شغل ميلور منصب رئيس معهد أبحاث المحيط الهادئ للسياسة العامة، وهو مجمع فكري في سان فرانسيسكو. وفقًا لمعهد العدالة، فإن الكتب التي تولاها ونشرها معهد المحيط الهادئ للبحوث «شكلت مخطط تقاضي استراتيجي طويل الأجل لمعهد العدالة».

### قضايا المحكمة العليا
لقد رفعت المنظمة عشر قضايا وصلت إلى المحكمة العليا.
- زلمان ضد سيمونز هاريس (2002): حكمت المحكمة لصالح برنامج قسيمة مدرسة كليفلاند بولاية أوهايو، والتي سمحت باستخدام الأموال العامة لدفع الرسوم الدراسية في المدارس الخاصة والدينية.[12]
- سويدنبرغ ضد كيلي (2005): ألغت المحكمة القوانين في نيويورك وميشيغان التي تحظر على المستهلكين شراء النبيذ مباشرة من مصانع النبيذ خارج الولاية. مثّل المعهد صانعي الخمور في فرجينيا وكاليفورنيا. (دُمجت هذه القضية في قضية غرانهولم ضد هيلد قبل أن تنظر فيها المحكمة العليا.)[13]
- كيلو ضد مدينة نيو لندن (2005): قضت المحكمة بأن ولاية كونيتيكت يمكنها استخدام الاستملاك لأخذ الملكية من المدعين (مجموعة من أصحاب المنازل) وتحويلها إلى شركة خاصة. مثّل المعهد أصحاب المنازل.[14]
- غاريوت ضد وين (2010): أيدت المحكمة برنامج أريزونا الذي أعطى إعفاءات ضريبية لرسوم المدارس الخاصة. دُمجت هذه القضية مع قضية منظمة تعليم مدرسة أريزونا المسيحية ضد وين قبل أن تنظر فيها المحكمة العليا.[15]
- نادي الحرية بّي إيه سي التابع لنادي المشاريع الحرة في أريزونا ضد بينيت (2011): ألغت المحكمة جزءًا من قانون تمويل الحملات العامة في ولاية أريزونا الذي قدم تمويلًا عامًا إضافيًا للمرشحين بناءً على مقدار الإنفاق من قبل خصومهم. مثّل المعهد العديد من المُتحدين للقانون. دُمجت هذه القضية مع قضية ماك كومش ضد بينيت قبل أن تنظر فيها المحكمة العليا.[16]
- تمبس ضد إنديانا (2019): قضت المحكمة بأن بند الغرامات المفرطة في التعديل الثامن عبارة عن حماية مدمجة تنطبق على الولايات بموجب بند الإجراءات القانونية الواجبة في التعديل الرابع عشر، وبالتالي فإن مصادرة الأصول غير المتكافئة بشكل صارخ أمر غير دستوري.[17]
- جمعية بائعي النبيذ والمشروبات الروحية بالتجزئة في ولاية تينيسي ضد توماس (2019): قضت المحكمة بأن شرط الإقامة الخاص بتراخيص بيع الخمور بالتجزئة ينتهك بند التجارة والتعديل الحادي والعشرين لا يحفظه.
- إسبينوزا ضد إدارة الإيرادات في مونتانا (2019): قضت المحكمة بأن استبعاد المدارس الدينية من برنامج المنح الممولة من الضرائب المتاح للمدارس الخاصة غير الدينية ينتهك بند الممارسة الحرة بموجب تحليل تدقيق صارم.[18]
- براونباك ضد كينغ (2020): قضت المحكمة بأن عدم بيان حكم الدعوى في محكمة محلية هو حكم على الأسس الموضوعية وبالتالي يؤدي إلى إلغاء حكم قانون دعوى الضرر الفيدرالي، مما يحول دون تقديم مطالبات إضافية بموجب بيفينز.[19]
- كارسون ضد ماكين (2021): القضية التي جادل فيها مقدمو الالتماس بأن شرط ولاية مين بأن تكون المدارس «غير طائفية» لتلقي المساعدة الدراسية ينتهك التعديل الأول والتعديل الرابع عشر. استمعت المحكمة العليا إلى المرافعة الشفوية في القضية في 8 ديسمبر 2021.[20]

## أنشطة

### دعوى
تقدم المنظمة المشورة القانونية المجانية والتمثيل للعملاء. وفقًا للمنظمة، فهي تختار الحالات بناءً على قدرة العميل على الدفع (مع إعطاء الأفضلية للعملاء الذين لا يملكون الوسائل للحصول على تمثيل آخر)، وعلى قدرة القضية على الدعاية وتثقيف الجمهور بشأن القضايا المطروحة.

### التنظيم التجاري
يعارض معهد العدالة أنواعًا كثيرة من تراخيص الأعمال. بدأت القضية الأولى للمنظمة في عام 1991، عندما دافعت عن طالب الدين عقدة، وهو رجل أعمال في واشنطن العاصمة يمتلك صالونًا لتجديل الشعر. أبلغت السلطات المحلية طالب الدين أنه يحتاج إلى رخصة تجميل لمواصلة إدارة عمله. أكد المعهد أن متطلبات الترخيص لا تنطبق على عمل طالب الدين. علاوة على ذلك، ادعت المنظمة أن قواعد الترخيص في هذه الحالة صممت لحماية الشركات القائمة من المنافسة، مع تأثير تقليل الاختيار ورفع الأسعار للمستهلكين. رُفضت القضية في عام 1992، ولكن في وقت لاحق من ذلك العام، ألغى مجلس المدينة لوائح التجميل التي منعت طالب الدين من ممارسة عمله. بينما أقر مؤسسا المعهد كلينت بوليك وتشيب ميلور بالحاجة إلى لوائح الصحة والسلامة وحماية المستهلك، واصلت المنظمة رفع الدعاوى ضد ما اعتبرته إساءة. لقد دافعت عن مجموعة متنوعة من أصحاب الأعمال الصغيرة في جميع أنحاء الولايات المتحدة في قضايا مماثلة شملت عربات الطعام، والباعة الجوالين، والباعة العاديين، وصانعي التوابيت، وبائعي الزهور، ومصممي الديكور الداخلي، وسائقي سيارات الأجرة المستقلين. في الدفاع عن منظمي الدليل السياحيين في فيلادلفيا وواشنطن العاصمة، جادل معهد العدالة بأن القيود المفروضة على هذه الشركات اختصرت حقوق التعديل الأول.
في عام 2005 رفعت المنظمة دعوى قضائية نيابة عن مصانع النبيذ الصغيرة في كاليفورنيا وفيرجينيا. دُمجت قضية سويدنبرغ ضد كيلي التي يتولاها المعهد مع قضية غرانهولم ضد هيلد ونظر فيها من قبل المحكمة العليا. قضت المحكمة بأن القوانين في ميشيغان ونيويورك التي تمنع المستهلكين من شراء النبيذ مباشرة من مصانع النبيذ خارج الولاية غير دستورية.
في عام 2009 رفعت المنظمة دعوى قضائية للمطالبة بتعويض المتبرعين بنخاع العظم. جعل قانون زرع الأعضاء الوطني لعام 1984 من غير القانوني تعويض المتبرعين بالأعضاء، لكنه لم يمنع الدفع مقابل أشكال أخرى من التبرعات (مثل البلازما البشرية والحيوانات المنوية وخلايا البويضات).